# Токарєво (Гагарінський район, присілок)
Токарєво (рос. Токарево) — присілок Гагарінського району Смоленської області Росії. Входить до складу Токарєвського сільського поселення.
Населення — 70 осіб. 